# San Nicolò d’Arcidano
San Nicolò d'Arcidano település Olaszországban, Szardínia régióban, Oristano megyében. Lakosainak száma 2476 fő (2023. január 1.). San Nicolò d’Arcidano Mogoro, Pabillonis, Terralba, Uras és Guspini községekkel határos.

## Népesség
A település lakossága az elmúlt években az alábbi módon változott:
| Lakosok száma | 2661 | 2630 | 2476 |
|               | 2017 | 2018 | 2023 |